# معین‌الدین ابونصر کاشانی
معین‌الدین ابونصر کاشانی وزیر سلطان سنجر پادشاه دودمان سلجوقی و از قوم بوف از مشاهیر کاشان بود. وی پس از یغان بیگ کاشغری به عنوان وزیر سلطان سنجر منصوب شد اما عاقبت با کینه جویی دشمنان به قتل رسید. در سال ۵۲۱ ه‍. ق به دست دو نفر از فرقه اسماعیلیه ترور شد.